# IEEE 802.1Q
IEEE 802.1Q, thường được gọi là Dot1q, là tiêu chuẩn mạng hỗ trợ mạng LAN ảo (VLAN) trên mạng Ethernet IEEE 802.3. Tiêu chuẩn xác định một hệ thống gắn thẻ VLAN cho các khung Ethernet và các quy trình đi kèm được các cầu nối và bộ chuyển mạch sử dụng trong việc xử lý các khung như vậy. Tiêu chuẩn cũng bao gồm các điều khoản cho sơ đồ ưu tiên chất lượng dịch vụ thường được gọi là IEEE 802.1p và định nghĩa Giao thức đăng ký thuộc tính chung.
Các phần của mạng nhận biết được VLAN (tức là tuân theo IEEE 802.1Q) có thể bao gồm các thẻ VLAN. Khi một khung đi vào phần nhận biết VLAN của mạng, một thẻ được thêm vào để đại diện cho tư cách thành viên của VLAN. [A] Mỗi khung phải được phân biệt vì nằm trong chính xác một VLAN. Khung trong phần nhận biết VLAN của mạng không chứa thẻ VLAN được giả định là đang chạy trên VLAN gốc.
Tiêu chuẩn này được phát triển bởi IEEE 802.1, một nhóm làm việc của ủy ban tiêu chuẩn IEEE 802, và tiếp tục được sửa đổi tích cực. Một trong những bản sửa đổi đáng chú ý là 802.1Q-2014 kết hợp IEEE 802.1aq (Cầu nối đường dẫn ngắn nhất) và phần lớn tiêu chuẩn IEEE 802.1D.